# Pacambocythere
Pacambocythere is een geslacht van kreeftachtigen uit de klasse van de Ostracoda (mosselkreeftjes).

## Soorten
- Pacambocythere buntoniae Ishizaki, 1981
- Pacambocythere buntoniae Malz, 1982 †
- Pacambocythere cytherelloidae Malz, 1982 †
- Pacambocythere elliptica (Jiang & Wu, 1981)
- Pacambocythere glabra Malz, 1982
- Pacambocythere haikangensis (Gou in Gou, Zheng & Huang, 1983) Hu, 1986 †
- Pacambocythere humilitorus Malz, 1982 †
- Pacambocythere ishizakii Nohara, 1987 †
- Pacambocythere japonica (Ishizaki, 1968) Hu, 1986
- Pacambocythere mediopunctata Malz, 1982 †
- Pacambocythere mucunia Hu & Tao, 2008
- Pacambocythere reticulata (Jiang & Wu, 1981)
- Pacambocythere semifacta Malz, 1982 †
- Pacambocythere similis Malz, 1982 †
- Pacambocythere subovata (Hu, 1984) Hu, 1986 †
- Pacambocythere ucarinata Ishizaki, 1983
- Pacambocythere varia Whatley & Zhao (Yi-Chun), 1988